# Wolf Endre (hegedűművész)
Wolf Endre (Budapest, Erzsébetváros, 1913. november 6. – Svédország, 2011. március 29.) hegedűművész.

## Élete
Wolf Ábrahám (1872–1937) órásmester, ékszerész és Mannswirth Friderika osztrák varrónő gyermekeként született. Négyéves korában meggyőzte szüleit arról, hogy vegyék meg neki azt a hegedűt, amit egy kirakatban látott. Később Hubay Jenő és Weiner Leó tanítványa volt. Zenei tanulmányokat a Liszt Ferenc Zeneművészeti Főiskolán folytatott. Az 1930-as években szeretett volna bekerülni a Műegyetemre, de a numerus clausus rendelkezései miatt erre nem volt lehetősége. 1936-ban a Göteborgi Szimfonikus Zenekar állást kínált számára, azonban a magyar rendőrség megtagadta az útlevél megadását. A nagynénje közbenjárásával azonban végül engedélyt kapott, hogy elhagyhassa Magyarországot. Megmutatta nekik a Göteborgból kapott ajánlatot és azt mondta, hogy „itt egy újabb lehetőség, hogy megszabaduljanak egy zsidótól”. 1936 és 1946 között a szimfonikus zenekar vezetője volt. A háború ideje alatt szóló és vonósnégyes koncerteket adott a semleges Svédországban. 1944-ben biztosította a Magyarországon maradt családtagjai számára a svéd menleveleket, így megmentve őket a deportálásoktól. A háború után Angliába emigrált. 1948 januárjában ismét fellépett Budapesten. Az 1956-os forradalmat követően édesanyja és nővére a családjával csatlakozott hozzá Nagy-Britanniában. 
1954 és 1964 között a Manchesteri Zeneakadémia professzora volt. Miután elhagyta Manchestert, a koppenhágai Dán Királyi Zeneakadémián, a stockholmi Királyi Zeneakadémián, a Lundi Egyetemen és a Svéd Rádió zenei iskolájában tanított. 1973-ban beválasztották a londoni Királyi Zeneakadémia tagjai közé.
Kétszer nősült. Második felesége Jennifer Nuttall-Wolf hegedűművész volt.